# Мириловићи
Мириловићи су насељено мјесто у општини Билећа, Република Српска, БиХ. Према попису становништва из 1991. у насељу је живјело 224 становника. На попису становништва 2013. године, према подацима Агенције за статистику Босне и Херцеговине пописано је 135 становника.

## Становништво
Породице које живе у Мириловићима су Капор, Бајчетић, Денда и Тркља. Поријеклом из Мириловића је и српски књижевник Момчило Момо Капор чији отац је сахрањен на локалном гробљу.
| Националност       | 1991. | 1981. | 1971. | 1961. |
| Срби               | 224   | 285   | 330   | 349   |
| остали и непознато |       | 1     | 1     | 1     |
| Укупно             | 224   | 286   | 331   | 350   |

| Демографија | Демографија | Демографија |
| Година      | Становника  | Становника  |
| ----------- | ----------- | ----------- |
| 1961.       | 350         |             |
| 1971.       | 331         |             |
| 1981.       | 286         |             |
| 1991.       | 224         |             |